# Guatteria excelsa
Guatteria excelsa là một loài thực vật thuộc họ Annonaceae. Đây là loài đặc hữu của Peru.